# Teratom
Teratóm (grško starogrško τέρᾰς: téras oziroma starogrško τέρᾰτος: tératos - nakaz, pošast, spaka) je tumor iz kličnih (spolnih) celic, ki so različno diferencirane in tvorijo različna zrela tkiva. Tkivne sestavine iz več kličnih pol (listov), včasih iz vseh treh, tj. ektoderma, mezoderma in endoderma.
Tumor se zdravi s kirurško odstranitvijo.

## Patologija
Teratomi torej izvirajo iz totipotentnih kličnih celic, ki imajo sposobnost razvoja v vse tipe celic, zato so v tumorju prisotna tkiva, ki oponašajo kosti, zobe, dlake, kožo, mišice, maščevje, živčevje in/ali druga tkiva ter celo v redkih primerih organe, kot je oko in ud (roka, stopalo, ...).
Tovrstne celice so prisotne normalno v jajčnikih in modih, ostanki pa so prisotni tudi vzdolž sredinske (mediane) črte telesa, zato se lahko pojavijo tudi znotrajlobanjsko (intrakranialno) v območju epifize ali hipofize, v medpljučju (mediastinumu) in retroperitonealno (območje za potrebušnico).
Histološko ločimo v glavnem zrele in nezrele teratome. Zreli teratomi vsebujejo razvita tkiva in so benigni, nezreli teratomi pa vsebujejo nerazvite oz. nepopolne elemente tkiv, ki so podobni tistim v zarodku, in so maligni.
Pri ženskah zajemajo teratomi od 15-20 % vseh tumorjev jajčnikov in so večinoma benigni ter cistični (okoli 90 %). Pojavljajo se predvsem pri mlajših ženskah. V majhnem odstotku lahko zreli teratomi povzročijo neplodnost, lahko pa pride do torzije (zasuka), zaradi česar je nujno potreben kirurški poseg. Izjemno redki so specializirani teratomi, ki so lahko sestavljeni samo iz tkiva ščitnice in lahko povzročijo hipertiroidizem; makroskopsko so vidni kot majhni, trdni tumorji rjave barve.
Pri predpubertetnih moških so teratomi večinoma benigni, pri odraslih moških pa so pri 37 % primerov maligni.